# Primera División (1956/1957)
Primera División 1956/1957 był 26 sezonem najwyższej ligi piłkarskiej w Hiszpanii. Sezon rozpoczął się 9 września, a zakończył się 21 kwietnia.
Kluby występujące w sezonie 1956/1957:
| - Atlético Bilbao - Atlético Madryt - CF Barcelona - CD Condal - Deportivo La Coruña - Español Barcelona - Celta Vigo - CA Osasuna |  | - Real Jaén - Real Madryt - Real Sociedad - Sevilla FC - UD Las Palmas - Valencia CF - Real Valladolid - Real Saragossa |

## Tabela po zakończeniu sezonu
| Miejsce | Klub                | M  | Z  | R | P  | GZ | GS | Pkt | RB  | Komentarz                  |
| ------- | ------------------- | -- | -- | - | -- | -- | -- | --- | --- | -------------------------- |
| 1       | Real Madryt         | 30 | 20 | 4 | 6  | 74 | 35 | 44  | +39 | Mistrz kraju               |
| 2       | Sevilla FC          | 30 | 17 | 5 | 8  | 64 | 49 | 39  | +15 |                            |
| 3       | CF Barcelona        | 30 | 16 | 7 | 7  | 70 | 37 | 39  | +33 |                            |
| 4       | Atlético Bilbao     | 30 | 16 | 5 | 9  | 59 | 45 | 37  | +14 |                            |
| 5       | Atlético Madryt     | 30 | 15 | 4 | 11 | 65 | 54 | 34  | +20 |                            |
| 6       | CA Osasuna          | 30 | 12 | 7 | 11 | 40 | 38 | 31  | +2  |                            |
| 7       | Español Barcelona   | 30 | 11 | 8 | 11 | 39 | 48 | 30  | -9  |                            |
| 8       | Real Valladolid     | 30 | 11 | 6 | 13 | 52 | 58 | 28  | -6  |                            |
| 9       | Real Saragossa      | 30 | 11 | 6 | 13 | 37 | 51 | 28  | -14 |                            |
| 10      | UD Las Palmas       | 30 | 9  | 9 | 12 | 41 | 58 | 27  | -17 |                            |
| 11      | Valencia CF         | 30 | 10 | 7 | 13 | 43 | 46 | 27  | -3  |                            |
| 12      | Real Sociedad       | 30 | 9  | 8 | 13 | 39 | 47 | 26  | -8  |                            |
| 13      | Celta Vigo          | 30 | 8  | 7 | 15 | 39 | 47 | 23  | -8  |                            |
| 14      | Real Jaén           | 30 | 9  | 5 | 16 | 37 | 55 | 23  | -28 |                            |
| 15      | Deportivo La Coruña | 30 | 10 | 2 | 18 | 41 | 61 | 22  | -20 | Spadek do Segunda División |
| 16      | CD Condal1          | 30 | 7  | 8 | 15 | 37 | 57 | 22  | -20 | Spadek do Segunda División |

1 CD España Industrial zmieniło nazwę na CD Condal w 1956.
Real Madryt zwyciężając w tym sezonie zdobył swój 5. tytuł.
Legenda:
M – mecze,
Z – zwycięstwa,
R – remisy,
P – porażki,
GZ – gole zdobyte,
GS – gole stracone,
Pkt – punkty,
RB – różnica bramek

## Król strzelców
- 31 goli - Alfredo Di Stéfano (Real Madryt)